# Grästjärnen (Hotagens socken, Jämtland, 709984-143147)
Grästjärnen är en sjö i Krokoms kommun i Jämtland och ingår i Indalsälvens huvudavrinningsområde. Sjön har en area på 0,0756 kvadratkilometer och ligger 485,6 meter över havet.

## Delavrinningsområde
Grästjärnen ingår i det delavrinningsområde (709985-143201) som SMHI kallar för Utloppet av Grästjärnen. Medelhöjden är 501 meter över havet och ytan är 0,75 kvadratkilometer. Räknas de 3 avrinningsområdena uppströms in blir den ackumulerade arean 11,59 kvadratkilometer. Vattendraget som avvattnar avrinningsområdet har biflödesordning 4, vilket innebär att vattnet flödar genom totalt 4 vattendrag innan det når havet efter 305 kilometer. Avrinningsområdet består mestadels av skog (96 procent). Avrinningsområdet har 0,07 kvadratkilometer vattenytor vilket ger det en sjöprocent på 3,5 procent.